# Materiał magnetyczny
Materiał magnetyczny – materiał wykazujący własności magnetyczne. Generalnie, wszystkie pierwiastki chemiczne i wszystkie ich związki chemiczne wykazują pewne własności magnetyczne (zobacz tabela pierwiastków na dole strony).
Istnieje kilka podstawowych typów materiałów magnetycznych:
- diamagnetyki
- paramagnetyki
- ferromagnetyki
- ferrimagnetyki
- antyferromagnetyki

Niemniej, potocznie pojęcia materiał magnetyczny używa się najczęściej w odniesieniu do materiałów ferromagnetycznych lub ferrimagnetycznych (jak np. ferrytów).
Ferromagnetyki są grupą najbardziej znaczących i najszerzej stosowanych materiałów magnetycznych. W zależności od aplikacji dzieli się je na trzy podgrupy. Są to materiały magnetycznie: miękkie, twarde i półtwarde. W zależności od sposobu wytwarzania, składu chemicznego, obróbki oraz zastosowania, te trzy podgrupy dzielą się z kolei na szereg mniejszych kategorii, tak jak przedstawiono poniżej.

## Podział materiałów ferromagnetycznych

### I. Materiały magnetycznie miękkie
1. Materiały metaliczne
1.1. Odmiany żelaza czystego
1.1.1. Monokrystaliczne żelazo czyste
1.1.2. Polikrystaliczne żelazo czyste
1.2. Stale o małej zawartości węgla (bezkrzemowe)
1.2.1. Wyroby lite
1.2.2. Blachy bezkrzemowe nieorientowane
1.3. Stale krzemowe
1.3.1. Wyroby lite
1.3.2. Blachy krzemowe gorącowalcowane
1.3.3. Blachy krzemowe zimnowalcowane
1.3.3.1. Izotropowe (nieorientowane)
1.3.3.2. Anizotropowe (orientowane)
1.3.3.2.1. Zwykłej jakości
1.3.3.2.3. Typu Hi-B (o zwiększonej przenikalności)
1.4. Stopy żelazowoniklowe
1.5. Stopy żelazowokobaltowe
1.6. Taśmy ze szkieł metalicznych
1.6.1. Na bazie żelaza
1.6.2. Na bazie kobaltu
1.6.3. Na bazie niklu
1.7. Włókna metaliczne
1.7.1. Mikrowłókna amorficzne (ciągnione)
1.7.1. Mikrowłókna amorficzne (szybkochłodzone)
1.7.2. Mikrowłókna amorficzne w powłoce szklanej (szybkochłodzone)
1.7.3. Nanowłókna
1.8. Taśmy nanokrystaliczne
1.9. Odlewane kształtki amorficzne (szybkochłodzone)
2. Materiały niemetaliczne
2.1. Proszkowe spiekane (ferryty)
2.2. Proszkowe niespiekane (magnetodielektryki)

### II. Materiały magnetycznie twarde
1. Materiały metaliczne
1.1. Stopy i odlewy (anizotropowe oraz izotropowe)
1.2. Stopy walcowane (anizotropowe oraz izotropowe)
1.3. Proszkowe ze stopów Al-Ni-Co
1.3.1. Prasowane (anizotropowe oraz izotropowe)
1.3.2. Spiekane (anizotropowe oraz izotropowe)
1.4. Stopy zawierające domieszki ziem rzadkich
1.4.1. Proszkowe sprasowane i spiekane (anizotropowe)
1.4.2. Otrzymane metodą szybkiego chłodzenia (anizotropowe)
2. Materiały niemetaliczne
2.1. Proszkowe spiekane (ferryty)
2.1.1. Anizotropowe
2.1.2. Izotropowe
2.2. Proszkowe niespiekane (ferroplasty)
2.2.1. Anizotropowe
2.2.2. Izotropowe

### III. Materiały magnetycznie półtwarde
1. Materiały niemetaliczne
1.1. Napylane warstwy magnetyczne
2. Materiały metaliczne
1.2. Napylane warstwy magnetyczne
1.3. Dyski magnetyczne
1.4. Taśmy
1.4.1. Polikrystaliczne
1.4.1. Amorficzne
1.5. Mikrowłókna metaliczne

## Własności magnetyczne pierwiastków przedstawione w postaciukładu okresowego pierwiastków
| Grupa | 1       | 2       | 3     | 4      | 5      |  | 6      | 7      | 8      | 9      | 10     | 11     | 12     | 13     | 14     | 15     | 16     | 17     | 18     |
|       | I       | II      |       |        |        |  |        |        |        |        |        |        |        | III    | IV     | V      | VI     | VII    | VIII   |
| Okres |         |         |       |        |        |  |        |        |        |        |        |        |        |        |        |        |        |        |        |
| 1     | 1 H     |         |       |        |        |  |        |        |        |        |        |        |        |        |        |        |        |        | 2 He   |
| 2     | 3 Li    | 4 Be    |       |        |        |  |        |        |        |        |        |        |        | 5 B    | 6 C    | 7 N    | 8 O    | 9 F    | 10 Ne  |
| 3     | 11 Na   | 12 Mg   |       |        |        |  |        |        |        |        |        |        |        | 13 Al  | 14 Si  | 15 P   | 16 S   | 17 Cl  | 18 Ar  |
| 4     | 19 K    | 20 Ca   | 21 Sc | 22 Ti  | 23 V   |  | 24 Cr  | 25 Mn  | 26 Fe  | 27 Co  | 28 Ni  | 29 Cu  | 30 Zn  | 31 Ga  | 32 Ge  | 33 As  | 34 Se  | 35 Br  | 36 Kr  |
| 5     | 37 Rb   | 38 Sr   | 39 Y  | 40 Zr  | 41 Nb  |  | 42 Mo  | 43 Tc  | 44 Ru  | 45 Rh  | 46 Pd  | 47 Ag  | 48 Cd  | 49 In  | 50 Sn  | 51 Sb  | 52 Te  | 53 I   | 54 Xe  |
| 6     | 55 Cs   | 56 Ba   | *     | 72 Hf  | 73 Ta  |  | 74 W   | 75 Re  | 76 Os  | 77 Ir  | 78 Pt  | 79 Au  | 80 Hg  | 81 Tl  | 82 Pb  | 83 Bi  | 84 Po  | 85 At  | 86 Rn  |
| 7     | 87 Fr   | 88 Ra   | †     | 104 Rf | 105 Db |  | 106 Sg | 107 Bh | 108 Hs | 109 Mt | 110 Ds | 111 Rg | 112 Cn | 113 Nh | 114 Fl | 115 Mc | 116 Lv | 117 Ts | 118 Og |
| 8     | 119 Uue | 120 Ubn |       |        |        |  |        |        |        |        |        |        |        |        |        |        |        |        |        |

| Lantanowce | * | 57 La | 58 Ce | 59 Pr | 60 Nd | 61 Pm | 62 Sm | 63 Eu | 64 Gd | 65 Tb | 66 Dy | 67 Ho | 68 Er  | 69 Tm  | 70 Yb  | 71 Lu  |  |  |
| Aktynowce  | † | 89 Ac | 90 Th | 91 Pa | 92 U  | 93 Np | 94 Pu | 95 Am | 96 Cm | 97 Bk | 98 Cf | 99 Es | 100 Fm | 101 Md | 102 No | 103 Lr |  |  |

| Diamagnetyk | Paramagnetyk | Ferromagnetyk | Ferrimagnetyk |